# Perenco
A Perenco é uma empresa petrolífera privada Franco-Britanica.
A nível mundial, emprega mais de 4000 pessoas e produz mais de 250000 barris por dia.
No Brasil, é parceira da OGX em cinco blocos de águas profundas na bacia do Espírito Santo.

## Historia
O fundador, Hubert Perrodo, começou em 1975 por fornecer serviços logisticos marítimos ao sector petrolifero em Singapura com a sua primeira empresa, a Cosnav.
Em 1980 a Cosnav converte-se numa empresa de perfuração chamada Techfor; e posteriormente Techfor Cosifor em 1982.
Com a compra dos primeiros campos de petroleo nos Estados Unidos em 1986, a empresa então chamada Kelt Energy, da os primeiros passos para transformar-se na empresa de produção petrolifera que é actualmente.
Em 1992, a Perenco completa a sua reconverção como empresa de produção petrolifera com a venda da Techfor Cosifor e a compra de dois campos petroliferos no Gabão.
Hubert Perrodo (1944-2006) foi o fundador, proprietario e presidente da Perenco até à sua morte.
Actualmente, a Perenco continua nas mãos da família Perrodo e a presidencia é ocupada pelo filho mais velho do fundador: François Perrodo.

## Sedes
- Paris
- Londres
- Nassau

## Operações
África Central
- Camarões
- Congo (Congo-Brazzaville)
- Gabão
- República Democrática do Congo (Congo-Kinshasa)

America Latina
- Colombia
- Guatemala
- Peru
- Venezuela

 Mar do Norte
- Reino Unido

Mediterraneo
- Egipto
- Tunisia
- Turquia

## Exploração
- Austrália
- Belize
- Brasil
- Iraque